# Белендорф, Брайан
Брайан Белендорф (Brian Behlendorf; род. 30 марта 1973) — технолог, программист и один из ключевых фигур движения за Свободное программное обеспечение. Он был основным разработчиком веб-сервера Apache, одного из наиболее популярных веб-серверов для Интернет, и одним из основателей Apache Group, которая позже стала Apache Software Foundation. Белендорф являлся президентом фонда в течение трёх лет.
Также Белендорф был членом правления Mozilla Foundation с 2003 года.

## Биография
Ещё в начале 90-х XX века, будучи студентом университета Калифорнии в Беркли, Белендорф, выросший в Южной Калифорнии, стал интересоваться начинающим развиваться Интернетом. Одним из первых его проектов была рассылка электронной почты и ресурс онлайн музыки SFRaves, которые друг убедил его создать в 1992 году. Белендорф был одним из первых участников фестиваля Burning Man, а также основал большой онлайн ресурс, посвящённый электронной музыке и связанным с ней субкультурам.
В 1993 году Белендорф, Джонатан Нельсон, Мэттью Нельсон и Клифф Сколник стали соучредителями Organic, Inc. — это стало первым бизнес-проектом, посвящённым созданию коммерческих веб-сайтов. В 1994 году, во время разработки первого некоммерческого медиа-проекта HotWired, сайта для журнала Wired, они столкнулись с тем, что наиболее используемое в то время программное обеспечение веб-сервера, разработанное в Национальном центре суперкомпьютерных приложений (NCSA) при университете Иллинойса в Урбана-Шампейн, не могло справиться с системой регистрации пользователей. Поэтому Белендорф создал патч для поддержки требований HotWired.
Выяснилось, что не один Белендорф был занят исправлением кода NCSA в то время, поэтому он и Клифф Сколник собрали электронный список рассылки для координации работы других программистов. В конечном итоге, работая вместе, они переписали все оригинальные составляющие веб-сервера и назвали новый Apache HTTP Server (поскольку их патчи сделали сервер «a patchy server»). В 1999 году проект был объединён под именем Apache Software Foundation.
Белендорф в настоящее время является директором CollabNet, в 1999 году он стал соучредителем с O’Reilly & Associates (теперь O’Reilly Media) для разработки механизмов, позволяющих совместную распределённую разработку программного обеспечения. CollabNet является также главным корпоративным спонсором Subversion, системы с открытым исходным кодом для управления версиями. Он часто выступает на конференциях по свободному программному обеспечению по всему миру.